# Пинчанези I (Кјети)
Пинчанези I (итал. Pincianesi I) је насеље у Италији у округу Кјети, региону Абруцо.
Према процени из 2011. у насељу је живело 66 становника. Насеље се налази на надморској висини од 632 м.